# Василівське (Харківський район)
Васи́лівське —  село в Україні, у Нововодолазькій селищній громаді Харківського району Харківської області. Населення становить 63 осіб. До 2020 орган місцевого самоврядування — Бірківська селищна рада.

## Географія
Село Василівське знаходиться на вододілі річок Вільхуватка та Джгун. На відстані 3 км розташовані села Княжне і Ключеводське.

## Історія
12 червня 2020 року, розпорядженням Кабінету Міністрів України № 725-р «Про визначення адміністративних центрів та затвердження територій територіальних громад Харківської області», увійшло до складу Нововодолазької селищної громади.
19 липня 2020 року, в результаті адміністративно-територіальної реформи та ліквідації Нововодолазького району, село увійшло до складу новоутвореного Харківського району.